# Алімос
Алімос (грец. Άλιμος) або Каламакі (грец. Καλαμάκι) — передмістя на південному заході Афін.

## Історія
На території передмістя відкрите неолітичне поселення й ведуться розкопки. В античну епоху Алімос був рибацьким селищем. Від тих часів залишилися руїни амфітеатру незвичного прямокутного планування. В Алімосі народився Фукідід. Його бюст — символ містечка.
На початку 20 століття на місці Алімоса були сільськогосподарські землі, але відтоді відбулося дві хвилі забудови, в 40-х та 70-х. На берегах Саронічної затоки десятки пірсів, де стоїть понад 1100 суден. Алімос відомий своїми пляжами й пляжними клубами.
Нині Алімос фешенебельне багате передмістя. Через нього проходить Посейдонос авеню. Гора Іметт розташована на сході, в передгір'ї багато лук, північні окраїни лісисті, на заході — Саронічна затока, на півдні — колишній міжнародний аеропорт Еллінікон.

## Динаміка населення
| Рік  | Населення |
| ---- | --------- |
| 1981 | 27 036    |
| 1991 | 32 024    |
| 2001 | 38 047    |

## Міста побратими
- Ниш,  Сербія